# Seven de Fiyi
El Seven de Fiyi fue un torneo masculino de selecciones de rugby 7.
Se realizó solamente en el año 2000 y se llevó a cabo en el National Stadium de Suva.

## Palmarés
La selección de Nueva Zelanda fue la única en obtener el campeonato.
| Año       | Campeón       | Marcador final | Subcampeón |
| --------- | ------------- | -------------- | ---------- |
| Suva 2000 | Nueva Zelanda | 31-5           | Fiyi       |

## Posiciones
Número de veces que las selecciones ocuparon cada posición en todas las ediciones.
| Equipo        | Campeón | 2º puesto |
| ------------- | ------- | --------- |
| Nueva Zelanda | 1       |           |
| Fiyi          |         | 1         |